# 韦萨利科
韦萨利科（義大利語：Vessalico），是意大利因佩里亚省的一个市镇。总面积10.35平方公里，人口305人，人口密度29.5人/平方公里（2009年）。ISTAT代码为008066。